# Rostbraune Reisratte

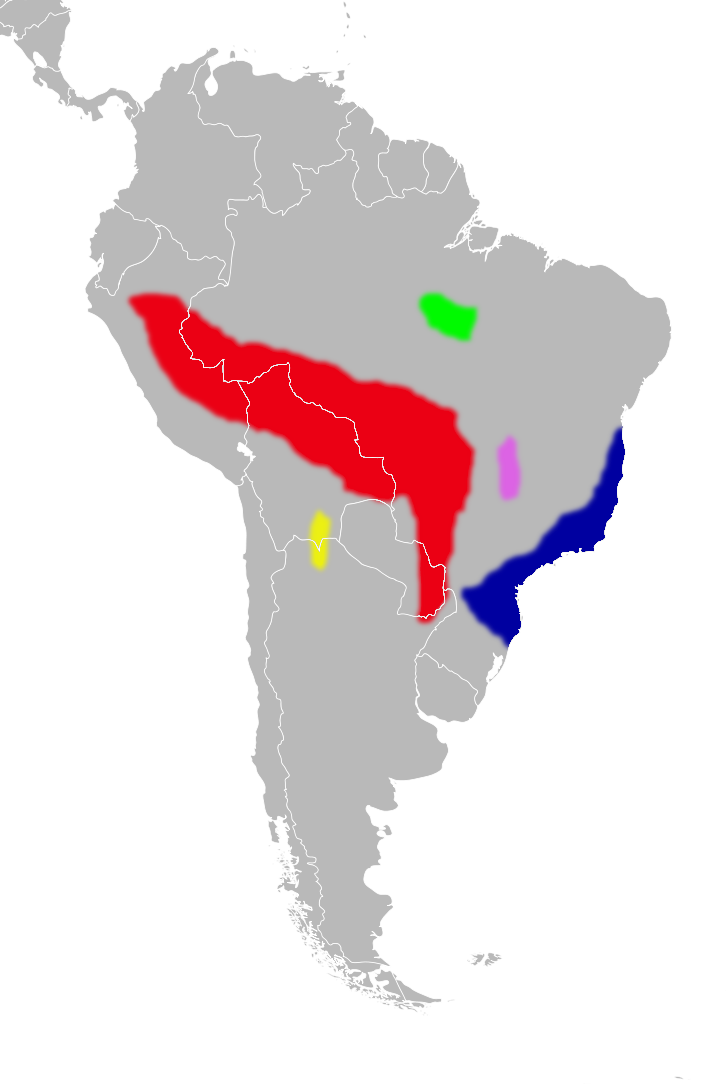
Verbreitung der Euryoryzomys-Arten, Rostbraune Reisratte in blau, jedoch etwas weiter nach Westen

Die Rostbraune Reisratte (Euryoryzomys russatus) ist ein im östlichen Südamerika verbreitetes Nagetier in der Familie der Wühler. Sie zählte noch bis zum Jahr 2006 zur Gattung der Reisratten. Die Art ist eng mit der Emmons-Reisratte (Euryoryzomys emmonsae) und der McConnell-Reisratte (Euryoryzomys macconnelli) verwandt.

## Merkmale
Die Art ähnelt der Eleganten Reisratte, ist jedoch mit einer Kopf-Rumpf-Länge von 112 bis 185 mm und einer Schwanzlänge von 105 bis 195 mm etwas größer. Weitere Unterschiede bestehen in abweichenden Details des Schädels, der Zähne sowie im längeren und intensiver gefärbten Fell der Oberseite. Abweichend vom deutschen Namen ist die Oberseite eher dunkel orangebraun und nur leicht rötlich. Es besteht eine deutliche Grenze zur hellgrauen bis weißen Unterseite. Die langen Hinterfüße tragen weiße Haare und an den Zehen lange Haarbüschel. Der diploide Chromosomensatz besteht aus 76 Chromosomen (2n=76). Das Gewicht liegt bei 20 bis 100 g.

## Verbreitung und Lebensweise
Dieser Wühler lebt im östlichen Paraguay, im südöstlichen Brasilien bis an die Südgrenze von Bahia und im nordöstlichen Argentinien (Provinz Misiones). Die Individuen halten sich im Flachland auf und bewohnen Galeriewälder, andere warme Wälder und die Feuchtsavanne Cerrado, wo sie jedoch offene Flächen meiden.
Die Rostbraune Reisratte hält sich in 0,15 bis 1,1 Hektar großen Revieren auf. Weibchen können sich zu allen Jahreszeiten fortpflanzen und pro Jahr kommen bis zu sechs Würfe vor. Die Geschlechtsreife tritt nach durchschnittlich 115 Tagen ein. Die Exemplare bauen Nester aus trockenen Blättern und Gräsern, die zwischen Wurzeln, unter umgefallenen Baumstämmen oder in flachen Palmen versteckt werden. Die nahe verwandten Reisratten fressen Pflanzensamen, Gräser, Früchte, Insekten, Krabben und kleine Fische.

## Gefährdung
Regionale Populationen können durch Landschaftsveränderungen beeinträchtigt werden. Der Gesamtbestand wird als stabil eingeschätzt. Die IUCN listet die Art als nicht gefährdet (least concern).